# Platycephalidae
Platycephalidae, porodica zrakoperki iz reda Scorpaeniformes koja obuhvaća 79 vrsta unutar 18 rodova. Žive po Indijskom i Pacifičkom oceanu na dubinama od 10 do 300 metara. 
Zajedničko im je da imaju dvije leđne peraje i prilično spljoštenu glavu. Mogu narasti najviše do 1.1 metar. Hrane se uglavnom rakovima i malim ribama.

## Rodovi
1. Ambiserrula Imamura, 1996
2. Cociella Whitley, 1940
3. Cymbacephalus Fowler, 1938
4. Elates Jordan & Seale, 1907
5. Grammoplites Fowler, 1904
6. Inegocia Jordan & Thompson, 1913
7. Kumococius Matsubara & Ochiai, 1955
8. Leviprora Whitley, 1931
9. Onigocia Jordan & Thompson, 1913
10. Papilloculiceps Fowler & Steinitz, 1956
11. Platycephalus Bloch, 1795
12. Ratabulus Jordan & Hubbs, 1925
13. Rogadius Jordan & Richardson, 1908
14. Solitas Imamura, 1996
15. Sorsogona Herre, 1934
16. Suggrundus Whitley, 1930
17. Sunagocia Imamura, 2003
18. Thysanophrys Ogilby, 1898